# Ешвајлер
Ешвајлер град је у њемачкој савезној држави Северна Рајна-Вестфалија. Једно је од 10 општинских средишта округа Регион Ахен.

## Историја
По први пут помиње га 828. Ајнхард, биограф Карла Великога. Током 1394. помиње се угљенокоп крај Ешвајлера. Од 1420. неколико вјекова припадао је Јилишком војводству. За време Тридесетогодишњега рата 1642. француска и хесенска војска заузеле су и опљачкале град. Француски краљ Луј XIV опљачкао је и 1678. потпуно спалио Ешвајлер. Обновљени град тешко је страдао 1756. у Диренском потресу. Французи су 1794. заузели љеву обалу Рајне, укључујући и Ешвајлер. Након Бечкога конгреса 1815. припао је Прусији. У граду је 1842. рођен њемачки индустријалац Аугуст Тисен.

## Географски и демографски подаци
Град се налази на надморској висини од 110-262 метра. Површина општине износи 75,9 km². У самом граду је, према процјени из 2010. године, живјело 55.533 становника. Просјечна густина становништва износи 731 становника/km². Посједује регионалну шифру (AGS) 5334012, NUTS (DEA25) и LOCODE (DE ESR) код.

## Међународна сарадња
| Мјесто            | Држава               | Врста сарадње | Од    |
| ----------------- | -------------------- | ------------- | ----- |
| Рајгејт и Банстед | Уједињено Краљевство | партнерство   | 1985. |
| Ватрло            | Француска            | партнерство   | 1975. |
| Извор             |                      |               |       |